# Campionati mondiali di equitazione 2014
I Campionati mondiali di equitazione 2014 si sono svolti in Normandia dal 23 agosto al 7 settembre. Per gli eventi a squadre nel Dressage, Completo e Salto ostacoli questi giochi sono stati il primo evento di qualificazione per i Giochi della XXXI Olimpiade.

## Sedi di gara e discipline
Le sedi di gara sono:

- Caen
  - D'Ornano Stadium - salto ostacoli, dressage, e completo
  - Hippodrome de la Prairie (Ippodromo Prairie) - Para-Equestrian Dressage, prima sede per gli Attacchi
  - Zénith Indoor Arena - Volteggio a cavallo e Reining
  - Valle del fiume Orne - seconda sede Driving
- Mont Saint-Michel - Endurance equestre
- Le Pin National Stud - Completo (cross country e fasi di dressage)
- Deauville - Dimostrazione Polo
- Saint-Lô - Dimostrazione Horse-Ball

## Calendario
Tutti gli orari sono CEST (UTC+2)

### Dressage
| Data Evento | Orario d'inizio | Dettagli evento      |
| ----------- | --------------- | -------------------- |
| 25 agosto   | 09:00           | Grand Prix Giorno 1  |
| 26 agosto   | 09:00           | Grand Prix Giorno 2  |
| 27 agosto   | 09:30           | Grand Prix Special   |
| 28 agosto   | 13:30           | Grand Prix Freestyle |

### Driving
| Data Evento | Orario d'inizio | Dettagli evento        |
| ----------- | --------------- | ---------------------- |
| 4 settembre | 09:30           | Dressage Giorno 1      |
| 5 settembre | 09:30           | Dressage GIorno 2      |
| 6 settembre | 09:30           | Maratona               |
| 7 settembre | 08:00           | Fase a ostacoli (coni) |

### Endurance
| Data Evento | Orario d'inizio | Dettagli evento                   |
| ----------- | --------------- | --------------------------------- |
| 28 agosto   | 07:00           | Concorso di squadra e individuale |

### Completo
| Data Evento | Orario d'inizio | Dettagli evento   |
| ----------- | --------------- | ----------------- |
| 28 agosto   | 9:30-17:00      | Dressage Giorno 1 |
| 29 agosto   | 9:30-17:00      | Dressage Giorno 2 |
| 30 agosto   | 10:30-16:20     | Cross Country     |
| 31 agosto   | 14:30-17:00     | Salto             |

### Salto
| Data Evento | Orario d'inizio | Dettagli evento                     |
| ----------- | --------------- | ----------------------------------- |
| 2 settembre | 10:00           | Competizione di velocità            |
| 3 settembre | 10:00           | Competizione a squadre Giorno 1     |
| 4 settembre | 16:00           | Competizione a squadre Giorno 2     |
| 6 settembre | 13:25           | Concorso qualificazione individuale |
| 7 settembre | 15:00           | Final Four                          |

### Reining
| Data Evento | Orario d'inizio | Dettagli evento                               |
| ----------- | --------------- | --------------------------------------------- |
| 25 agosto   | 8:45-18:00      | Competizione a squadre 1 ° Qual. Ind. round 1 |
| 26 agosto   | 8:45-18:00      | Competizione a squadre 1 ° Qual. Ind. round 2 |
| 28 agosto   | 14:00-16:00     | Competizione 2 ° Qual. Ind.                   |
| 30 agosto   | 20:00-22:00     | Competizione individuale finale               |

### Volteggio
| Data Evento | Orario d'inizio | Dettagli evento       |
| ----------- | --------------- | --------------------- |
| 2 settembre | 9:30-19:10      | Concorso obbligatorio |
| 3 settembre | 9:30-19:10      | Concorso Freestyle    |
| 4 settembre | 14:00-21:30     | Concorso Tecnico      |
| 5 settembre | 10:00-22:00     | Finali                |

### Para-Dressage
| Data Evento | Orario d'inizio | Dettagli evento                                    |
| ----------- | --------------- | -------------------------------------------------- |
| 25 agosto   | 09:00 - 17: 00  | Team Test Grado II e Ib                            |
| 26 agosto   | 8:30-19:40      | Team Test Grado IV, III e Ia                       |
| 27 agosto   | 9:00-17:00      | Camp. Ind. Grado di prova II e Ib                  |
| 28 agosto   | 8:30-19:40      | Camp. Ind. Grado di prova IV, III e Ia             |
| 29 agosto   | 9:00-17:00      | Ind. Freestyle Test di Grado II e Ia, Ib, III, IV. |

## Risultati
| Special dressage individuale                           | Charlotte Dujardin su Valegro | Helen Langehanenberg su Damon Hill | Kristina Sprehe su Desperados |  |  |  |
| Freestyle dressage individualer                        | Charlotte Dujardin su Valegro | Helen Langehanenberg su Damon Hill | Adelinde Cornelissen su Parzival |  |  |  |
| Dressage a squadre                                     | Germania Isabell Werth su Bella Rose Helen Langehanenberg su Damon Hill Kristina Sprehe su Desperados Fabienne Lütkemeier su D'Agostino                   | Gran Bretagna Charlotte Dujardin su Valegro Carl Hester su Nip Tuck Michael Eilberg su Half Moon Delphik Gareth Hughes su Stenkjers Nadonna                           | Paesi Bassi Adelinde Cornelissen su Parzival Hans Peter Minderhoud su Johnson Diederik van Silfhout su Arlando Edward Gal su Voice                          |  |  |  |
|                                                        | | | |  |  |  |
| Driving individuale                                    | Boyd Exell | Chester Weber | Theo TImmerman |  |  |  |
| Driving a squadre                                      | Paesi Bassi Ijsbrand Chardon Koos de Ronde Theo Timmerman                                                                                                 | Germania Michael Brauchle Christoph Sandmann Georg von Stein | Ungheria Jòsefz Dobrovitz Jòsefz Dobrovitz Jr. Zoltàn Làzàr                                                                                                 |  |  |  |
|                                                        | | | |  |  |  |
| Endurance individuale                                  | Hamdan bin Mohammed Al Maktoum su Yamamah | Marijke Visser su Laiza de Jalima | Abdulrahman Al Sulaiteen su Koheilan Kincso |  |  |  |
| Endurance a squadre                                    | Spagna Jaume Punti su Novisaad d'Aqui Jordi Arboix su Mystair des Aubus Javier Cervera su Strawblade                                                      | Francia Jean-Philippe Frances su Secret de Mon Coeur Franck Laousse su Niky de la Fontaine Nicolas Ballarin su Lemir de Gargassan Denis Le Guillou su Otimmins Armour | Svizzera Barbara Lissarrague su Preume de Paute Sonja Fritshi su Okkarina d'Alsace Andrea Amacher su Rustik d'Alsace                                        |  |  |  |
|                                                        | | | |  |  |  |
| Completo individuale                                   | Sandra Auffarth su Opgun Louvo | Michael Jung su Fischerrocana FST | William Fox-Pitt su Chilli Morning |  |  |  |
| Completo a squadre                                     | Germania Sandra Auffarth su Opgun Louvo Michael Jung su Fischerrocana Fst Ingrid Klimke su Frh Escada Js Dirk Schrade su Hop And Skip                     | Gran Bretagna William Fox-Pitt su Chilli Morning Zara Phillips su High Kingdom Tina Cook su De Novo News Harry Meade su Wild Lone                                     | Paesi Bassi Elaine Pen su Vira Tim Lips su Keyflow N.O.P. Merel Blom su Rumour Has It Andrew Heffernan su Boleybawn Ace                                     |  |  |  |
|                                                        | | | |  |  |  |
| Salto individuale                                      | Jeroen Dubbeldam su Zenith FN | Patrice Delaveau su Orient Express HDC | Beezie Madden su Cortes "C" |  |  |  |
| Salto a squadre                                        | Paesi Bassi Jeroen Dubbeldam su Zenith FN Maikel van der Veuten su VDL Groep Verdi TN NOP Jur Vrieling su VDL Bubalu Gerco Schröder su Glock's London NOP | Francia Simone Delestre su Qlassic Bois Margot Penelope Leprevost su Flora de Mariposa Kevin Staut su Reveur de Hurtebise HDC Patrice Delaveau su Orient Express HDC  | Stati Uniti d'America McLain Ward su Rothchild Kent Farrington su Voyeur Lucy Davis su Barron Beezie Madden su Cortes "C"                                   |  |  |  |
|                                                        | | | |  |  |  |
| Reining individuale                                    | Shawn Flarida su Spooks Gotta Whiz | Andrea Fappani su Custom Cash Advance | Mandy McCutcheon su Yellow Jersey |  |  |  |
| Reining a squadre                                      | Stati Uniti d'America Shawn Flarida su Spooks Gotta Whiz Mandy McCutcheon su Yellow Jersey Andrea Fappani su Custom Cash Advance Jordan Larson su Mobster | Belgio Ann Poels su Nic Ricochet Cira Baeck su Colonels Shining Gun Bernard Fonck su Sail On Top Whizard Piet Mestdagh su Spat Mano War                               | Austria Martin Mühlstätter su Wimpys Little Buddy Rudi Kronsteiner su Dr Lee Hook Tina Künstner-Mantl su Cashn Rooster Markus Morawitz su Dun It Whiz Jerry |  |  |  |
|                                                        | | | |  |  |  |
| Volteggio uomini                                       | Jacques Ferrari su Poivre Vert | Nicholas Andreani su Just a Kiss HN | Erik Oese su Clavador 5 |  |  |  |
| Volteggio donne                                        | Joanne Eccles su WH Bentley | Anna Cavallaro su Harley | Simon Jaiser su Luk |  |  |  |
| Volteggio a squadre                                    | Germania Paulina Riedel Mona Pavetic Janika Derks Milena Hieman Julia Dammer Johannes Kay                                                                 | Svizzera Nadia Buttiker Martina Buttiker Ramona Naf Tajiana Prassl Nathalie Benz Sally Stuck                                                                          | Francia Robin Krause Anthony Presle Nathalie Bitz Clement Taillez Remy Hombecq Fabrice Holzberger                                                           |  |  |  |
| Volteggio pas-de-deux                                  | Jasmin Lindner e Lukas Wacha su Bram | Pia Engelberty e Torben Jacobs su Danny Boy | Hannah Eccels e Joanne Eccels su WH Bentley |  |  |  |
|                                                        | | | |  |  |  |
| Para-dressage individuale grado di prova Ia            | Sophie Christiansen su Janeiro | Sara Morganti su Royal Delight | Laurentia Tan su Ruben James 2 |  |  |  |
| Para-dressage individuale grado di prova Ib            | Lee Pearson su Zion | Pepo Puch su Fine Feeling | Nicole den Dulk su Wallace |  |  |  |
| Para-dressage individuale grado di prova II            | Rixt van der Horst su Uneik | Natasha Baker su Cabral | Lauren Barwick su Off to Paris |  |  |  |
| Para-dressage individuale grado di prova III           | Hannelore Brenner su Women of the World | Sanne Voets su Vedet | Susanne Jensby Sunesen su Thy's Que Faire |  |  |  |
| Para-dressage individuale grado di prova IV            | Michèle George su FBW Rainman | Sophie Wells su Valerius | Frank Hosmar su Alphaville NOP |  |  |  |
| Para-dressage freestyle individuale grado di prova Ia  | Sara Morganti su Royal Delight | Sophie Christiansen su Janeiro | Elke Philipp su Regaliz |  |  |  |
| Para-dressage freestyle individuale grado di prova Ib  | Lee Pearson su Zion | Pepo Puch su Fine Feeling | Nicole den Duck su Wallace |  |  |  |
| Para-dressage freestyle individuale grado di prova II  | Rixt van der Horst su Uneik | Lauren Barwick su Off to Paris | Demi Vermeulen su Vaness |  |  |  |
| Para-dressage freestyle individuale grado di prova III | Sanne Voets su Vedet | Hannelore Brenner su Women of the World | Annika Lykke Risum su Aros A Ferris |  |  |  |
| Para-dressage freestyle individuale grado di prova IV  | Michèle George on FBW Rainman | Sophie Wells on Valerius | Frank Hosmar on Alphaville NOP |  |  |  |
| Para-dressage a squadre                                | Gran Bretagna Sophie Christiansen on Janeiro Lee Pearson on Zion Natasha Baker on Cabral Sophie Wells on Valerius                                         | Paesi Bassi Frank Hosmar su Alphaville NOP Sanne Voets su Vedet PB NOP Rixt van der Horst su Uniek Demi Vermeulen su Vaness                                           | Germania Elke Phillipp su Regaliz Hannelore Brenner su Women of the World Caroline Schnarre su Del Rusch Britta Napel su Let's Dance 89                     |  |  |  |

## Medagliere
| Posiz. | Nazione             | Oro | Argento | Bronzo | Totale |
| ------ | ------------------- | --- | ------- | ------ | ------ |
| 1      | Gran Bretagna       | 7   | 6       | 2      | 15     |
| 2      | Paesi Bassi         | 6   | 3       | 9      | 18     |
| 3      | Germania            | 5   | 6       | 4      | 15     |
| 4      | Stati Uniti         | 2   | 2       | 3      | 7      |
| 5      | Belgio              | 2   | 1       | 0      | 3      |
| 6      | Francia             | 1   | 4       | 1      | 6      |
| 7      | Austria             | 1   | 2       | 1      | 4      |
| 8      | Italia              | 1   | 2       | 0      | 3      |
| 9      | Australia           | 1   | 0       | 0      | 1      |
| 9      | Spagna              | 1   | 0       | 0      | 1      |
| 9      | Emirati Arabi Uniti | 1   | 0       | 0      | 1      |
| 12     | Svizzera            | 0   | 1       | 2      | 3      |
| 13     | Canada              | 0   | 1       | 1      | 2      |
| 14     | Danimarca           | 0   | 0       | 2      | 2      |
| 15     | Ungheria            | 0   | 0       | 1      | 1      |
| 15     | Qatar               | 0   | 0       | 1      | 1      |
| 15     | Singapore           | 0   | 0       | 1      | 1      |
| Total  | Total               | 28  | 28      | 28     | 84     |